# Sputiamo su Hegel
Sputiamo su Hegel (en l'original toscà;  Escopim sobre Hegel) és un assaig de l'escriptora italiana Carla Lonzi editat el 1970, com a resultat del treball dins el col·lectiu feminista Rivolta Femminile. L'assaig subratlla la consciència de Carla Lonzi sobre la condició de les dones en el món. Ella mateixa aclareix que aquests escrits no s'han de prendre com a punts fixos, sinó com a punt de partida de la seua filosofia, que volia qüestionar i distanciar-se de la societat, dominada pel model patriarcal masculí.

## Contingut
En la primera part de l'assaig l'autora s'adona de l'absència de les dones en la història, i de com sempre les dones s'ha definit en relació amb l'home. Molts teòrics i filòsofs han teoritzat sobre la seua inferioritat. L'opressió de les dones, segons Carla Lonzi, no comença pas amb el capitalisme, sinó molt abans.
L'objectiu de les seues dures crítiques és el filòsof alemany G. W. Friedrich Hegel i la seua teoria sobre un principi diví femení, que presideix la família, i un principi humà viril, que presideix la col·lectivitat. Hegel veu una passivitat "per naturalesa" en les dones, que Carla Lonzi rebutja totalment. A més a més, en la interpretació de Hegel de la història, no hi ha pas lloc per a les dones, a qui no se'ls permet superar l'etapa de subjectivitat i tenir l'estatus de ciutadanes.
Tot i que considerat revolucionari, fins i tot el marxisme -vist llavors com a única alternativa per a construir una societat més igualitària- ignorava les dones com a oprimides i alhora desconeixia les seues possibilitats revolucionàries; per açò, encara l'inscriu dins del sistema patriarcal o, en tot cas, critica la seua manca de postura davant l'opressió masculina sobre les dones. Per a Marx i Engels, l'alliberament de la dona arriba amb l'alliberament de la propietat privada. L'escriptora observa, tanmateix, com la socialització dels mitjans de producció no ha soscavat en absolut la institució familiar tradicional, sinó que, al contrari, l'ha enfortida. També rebutja la "comunitat de dones" teoritzada per Marx. Per a ella, l'abolició de la família no es concreta en la utilització de la dona com a instrument, sinó en el seu alliberament. Aquesta dissolució de la institució familiar s'haurà de fer per les mateixes dones.
Carla Lonzi qüestiona també la tesi de Sigmund Freud segons la qual les xiquetes experimenten enveja del penis. La sexualitat i el sexe femení són ignorats: sempre se'ls considera no des de la perspectiva de la relació entre tots dos sexes, sinó entre un sexe i les seues mancances.
Carla Lonzi, per tant, opina que les dones no haurien de seguir un moviment d'alliberament dins del patriarcat, perquè això significaria adaptar-se als esquemes imposats pel poder masculí, sinó que haurien de seguir un camí diferent, i rebutjar la dialèctica proposada per altres filòsofs. Així, l'autora s'acosta al pensament anarquista, ja teoritzat de manera embrionària per Max Stirner, que esperava una revolució més que no pas una rebel·lió interna contra els esquemes de poder de la societat contemporània.
A més a més de criticar la interpretació patriarcal del món des d'un punt de vista filosòfic, Carla Lonzi dedica un assaig sobre l'orgasme femení i els mites difosos: La dona clitoriana i la dona vaginal. Hi afirma que en la dona plaer i reproducció es comuniquen, però no coincideixen i que cal reiterar la centralitat del clítoris en les relacions sexuals. Així serà possible aconseguir l'alliberament, inclòs el sexual, de la dona, deslliurant-se de la idea de la seua sexualitat com a passiva. Això ho havia remarcat no sols Carla Lonzi, sinó també Anne Koedt en El mite de l'orgasme vaginal, en què reprén les idees d'Alfred Kinsey per a combatre el mite de la frigidesa femenina.

## Edicions
La primera edició en toscà, la publicà l'editorial Rivolta Femminile el 1970; una segona edició de la mateixa casa data del 1974 i inclou també La dona clitoriana i la dona vaginal i altres assigs. L'edició completa del 1974 es troba en Internet Arxive.